# Канарско езеро
Канарското езеро е циркусно езеро в Централния дял на Рила, от което изтича река Бели Искър (дясна съставяща на река Искър). Разположено е в дълбок циркус между върховете Канарата (2667 m) на запад, Реджепица (2678 m) на югозапад, Вапа (2528 m) на югоизток, Венеца (2600 m) на североизток и Йосифица (2573 m) на север-северозапад. Намира се на 2268 m н.в. има удължена форма от югозапад на североизток с дължина 260 m и ширина 140 m с площ от 2,19 ha. През лятото големината на езерото значително намалява и се „свива“ до размери 130 на 60 m и оттокът му се прекратява. Подхранва се от четири малки потока, а от североизточния му ъгъл изтича поток, който дава началото на река Бели Искър.